# Pierre Hyppolite du Vivier de Lansac
Pour les articles homonymes, voir Roelants et Vivier.
Pierre Hyppolite du Vivier de Lansac, né le 7 septembre 1694 au Vivier (Roussillon) et mort le 19 août 1784 à Paris, est un ecclésiastique français qui fut agent général du clergé de France et abbé commendataire de l'abbaye du Relecq de 1740 à sa mort.

## Biographie
Pierre Hyppolite est le fils cadet d'Alexandre marquis de Vivier et comte de Lansac 1er colonel des Régiments d'Infanterie du Roussillon et du Languedoc puis Maître de camp du Régiment de Cavalerie de Lansac et de son épouse Marie Marguerite de Béon de Caseaux.
Prêtre du diocèse d'Alet en Languedoc, il est reçu, en 1726, comme chanoine au Chapitre de Saint-Jean de Lyon, avec le titre honorifique de « Comte de Lyon ». Prieur de Saumeray et de Saint-Michel à Rouen, il est présenté par la province ecclésiastique de Rouen comme agent général du clergé de France le 27 mai 1735.  En septembre 1740 à la fin de son mandat il obtient en commende l'Abbaye du Relecq en Bretagne dont il fut le dernier abbé car après son décès en 1784, l'abbaye est mise en économat.

### Sources
- Joseph-Gaspard-Gilbert de Chabannes, Procez verbal de l'assemblée générale du clergé de France, tenue à Paris en 1735.